# Hwasal-2
Le Hwasal-2 (coréen : 《화살-2》형 ; Hanja : 화살-2型 ; littéralement « flèche Type 2 ») est un missile de croisière de la Corée du Nord, capable de transporter des ogives nucléaires Hwasan-31 (화산-31). Ce missile a été observé pour la première fois dans Self-Defense-2021 avec un autre missile de croisière, le Hwasal-1.

## Description
Le 23 février 2023, l’Agence centrale de presse coréenne a annoncé l’essai de missile, révélant son nom de Hwasal-2.

## Liste des lancements du Hwasal-2
| Essai | Date            | Emplacement                           | Annonce pré-lancement / détection | Résultat | Notes supplémentaires |
| ----- | --------------- | ------------------------------------- | --------------------------------- | -------- | --- |
| 1     | 25 janvier 2022 | Hamhŭng 39° 06′ 43″ N, 127° 40′ 00″ E | Aucun                             | Succès   | La Corée du Nord n’a pas mentionné le nom du missile, il a été confirmé plus tard comme le Hwasal-2 car il a la même conception                                                   |
| 2     | 23 février 2023 | Kimch'aek                             | Aucun                             | Inconnu  | La Corée du Nord a affirmé le lancement de 4 missiles Cependant, le ministère de la Défense nationale sud-coréen s’est montré sceptique à l’égard des informations nord-coréennes |
| 3     | 22 mars 2023    | Hamgyŏng du Sud                       | Aucun                             | Succès   | La Corée du Nord a lancé deux missiles de croisière Hwasal-2 ainsi que deux autres missiles de croisière Hwasal-1                                                                 |